# Genevieve Tobin
Genevieve Tobin (New York, 29 ottobre 1899 – Pasadena, 21 luglio 1995) è stata un'attrice statunitense.
Comprimaria in numerosi film, conta nella sua carriera - iniziata nel 1910 - circa una quarantina di pellicole. Era sposata dal 1938 con il regista William Keighley.

## Biografia
Il suo film d'esordio fu, nel 1910, Uncle Tom's Cabin, una delle numerose versioni per il cinema del popolare romanzo di Harriet Beecher Stowe dove l'undicenne Genevieve interpretò il ruolo di Eva.
A teatro nel 1920, fu protagonista della fortunata messa in scena di Little Old New York, dove interpretava il personaggio di Pat O'Day che, un paio di anni più tardi, sarebbe stato portato sullo schermo da Marion Davies. La commedia rimase in cartellone dall'8 settembre 1920 al giugno del 1921 per un totale di 308 rappresentazioni.
Morì per arresto cardiaco il 21 luglio 1995, all'età di 95 anni a Pasadena, venne sepolta al Forest Lawn Memorial Park di Glendale.

## Riconoscimenti
- Per il suo contributo all'industria cinematografica, il suo nome appare tra quelli della Hollywood Walk of Fame al 6119 di Hollywood Blvd.

## Filmografia parziale
- Uncle Tom's Cabin, regia di James Stuart Blackton (1910)
- The Country Cousin, regia di Alan Crosland (1919)
- No Mother to Guide Her, regia di Charles Horan (1923)
- Free Love, regia di Hobart Henley (1930)
- Il richiamo dei figli (Seed), regia di John M. Stahl (1931)
- Up for Murder, regia di Monta Bell (1931)
- Il bel capitano (The Gay Diplomat), regia di Richard Boleslawski (1931)
- Un'ora d'amore (One Hour with You), regia di Ernst Lubitsch e, non accreditato, George Cukor (1932)
- The Cohens and Kellys in Hollywood, regia di John Francis Dillon (1932)
- Hollywood Speaks, regia di Edward Buzzell (1932)
- Goodbye Again, regia di Michael Curtiz (1933)
- Crociera di piacere (Pleasure Cruise), regia di Frank Tuttle (1933)
- Amai una donna (I Loved a Woman), regia di Alfred E. Green (1933)
- Il tempio del dottor Lamar (Kiss and Make-Up), regia di Harlan Thompson (1934)
- Canto d'amore (Here's to Romance), regia di Alfred E. Green (1935)
- Mariti in pericolo (The Goose and the Gander), regia di Alfred E. Green (1935)
- La foresta pietrificata (The Petrified Forest), regia di Archie Mayo (1936)
- Il treno scomparso (Kate Plus Ten), regia di Reginald Denham (1938)
- Passione ardente (Dramatic School), regia di Robert B. Sinclair (1938)
- Zazà (Zaza), regia di George Cukor (1939)
- Non è tempo di commedia (No Time for Comedy), regia di William Keighley (1940)